# 総合学院テクノスカレッジ

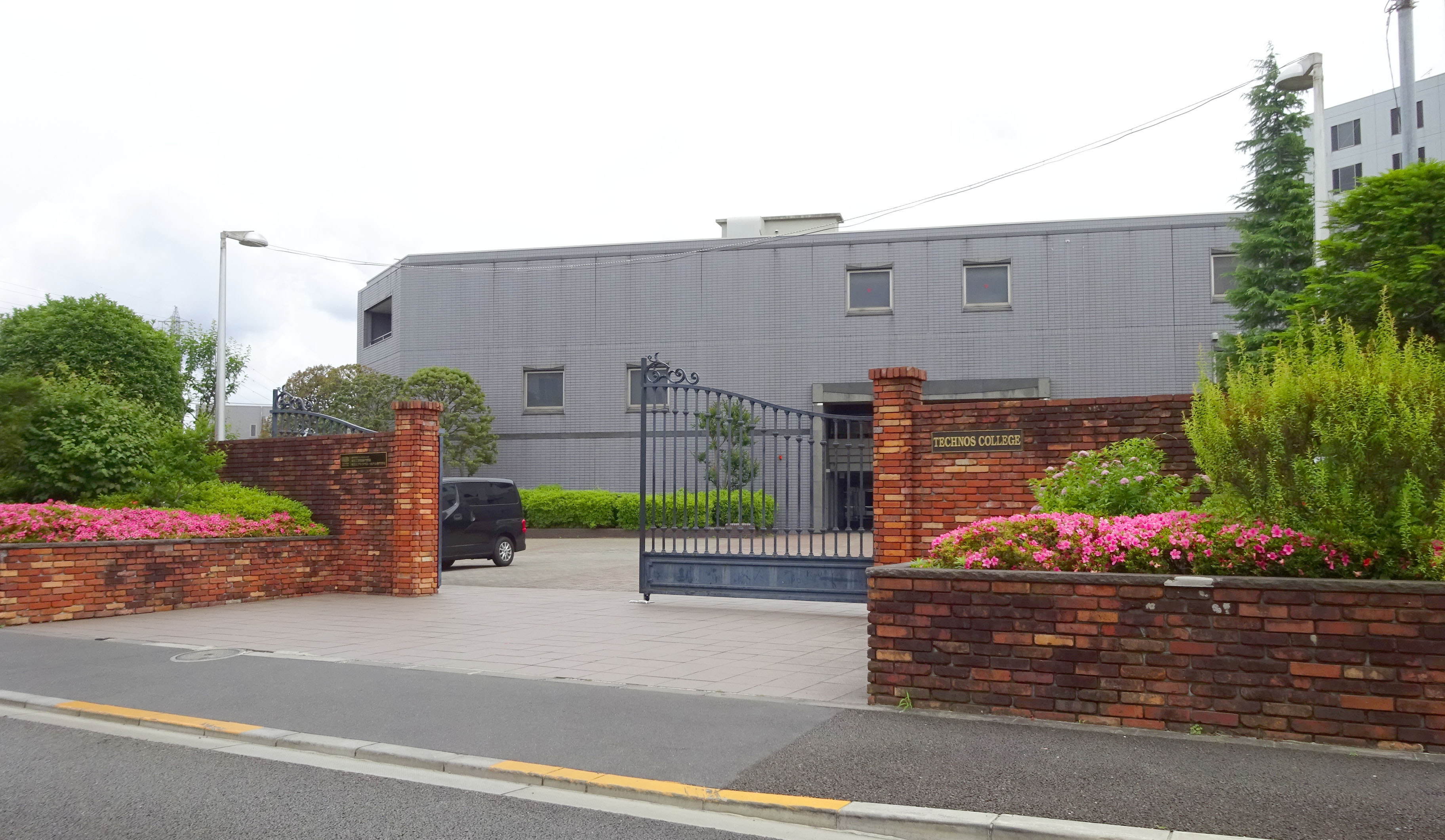
総合学院テクノスカレッジ

総合学院テクノスカレッジ（そうごうがくいんテクノスカレッジ）は、東京都小金井市前原町5丁目にある専門学校（専修学校専門課程）。学校法人育英会及び株式会社東京工学院テクノラボが運営している。

## 概要
「東京工学院専門学校」と「東京エアトラベル・ホテル専門学校」の2つの専門学校で構成される37学科61コースを備えた総合学院。
東京工学院は創立50年以上の歴史をもつ。略称は「テクノス」。
2010年に「インターFM」と提携し、タレントのユージがMCとしてテクノスカレッジ内でラジオ収録を行っている。

## 沿革
- 2005年：東京工学院専門学校、東京エアトラベル・ホテル専門学校、 両校の呼称を総合学院テクノスカレッジとする。
- 2008年：ブランディング・プロジェクト、スタート。新しいシンボルマークを導入。
- 2009年：総合学院テクノスカレッジがアシアナスタッフサービス株式会社採用指定校に認定される。
- 2012年：セリエA インテル・ミラノと提携。